# Великая Северная равнина

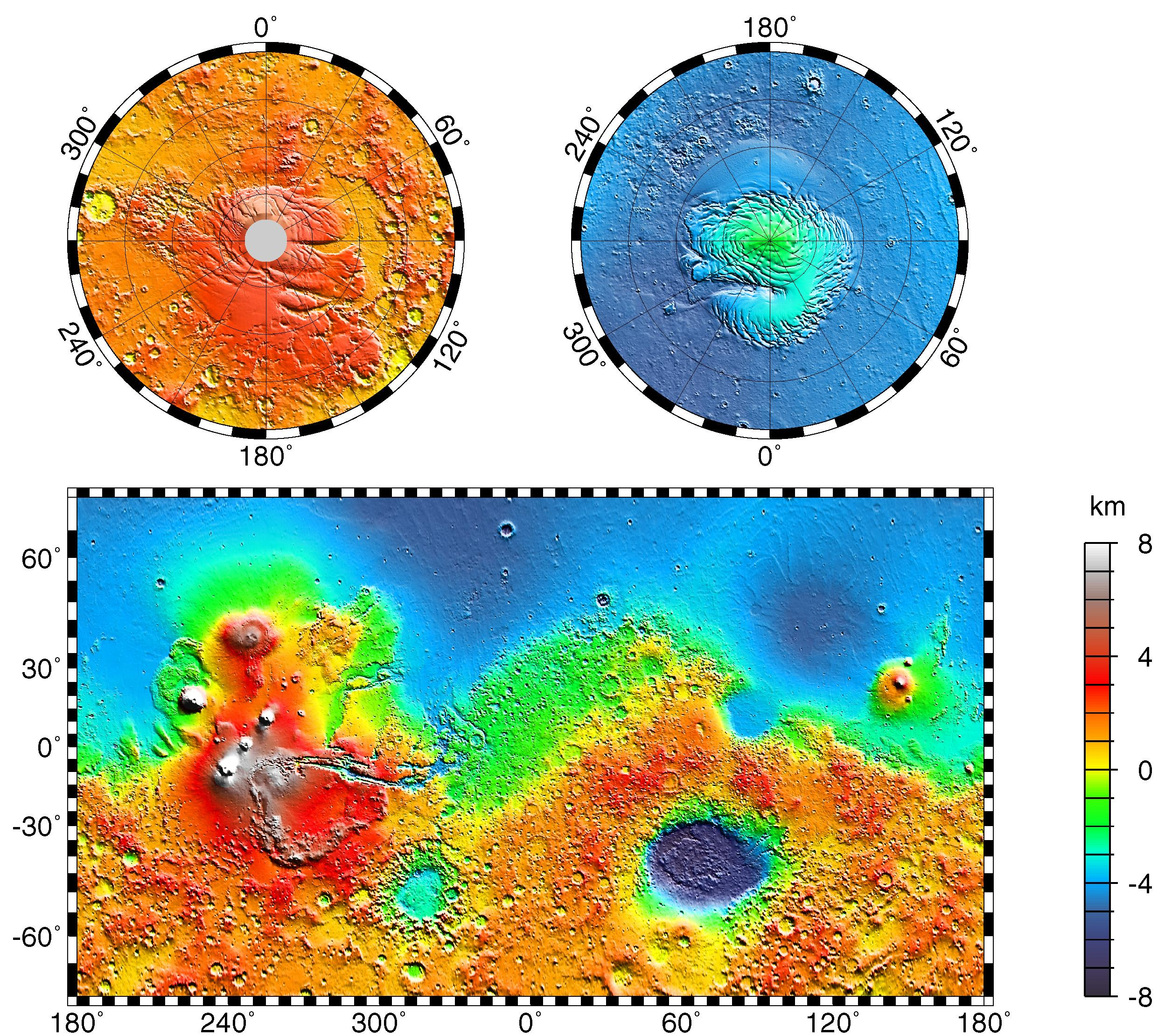
Великая Северная равнина является большой областью низкой высоты окружающей 70°с.ш.

Великая Северная равнина ( Vastitas Borealis) — крупнейшая низменность на планете Марс. Расположена в северных широтах планеты и окружает северный полярный регион. Иногда её называют просто Северной равниной или Северной низменностью Марса. Равнина лежит на 4-5 км ниже среднего радиуса планеты. На севере лежит  Planum Boreum (Северное Плато).
Название региону дал Эжен Мишель Антониади, который отметил различные показания альбедо северных равнин в своей книге фр. La Planète Mars (1930). Название было официально принято Международным астрономическим союзом (МАС) в 1973 году.
В Великой Северной равнине распознаются два бассейна: Северный Полярный бассейн и равнина Утопия. Некоторые учёные предположили, что некогда в истории Марса равнины были покрыты океаном, и предполагаемую береговую линию провели вдоль их южных границ. Сегодня это слегка наклонные равнины, отмеченные хребтами, невысокими холмами и редкими кратерами. Великая Северная равнина заметно более гладкая, чем аналогичная топографическая область на юге планеты.
В 2005 году спутник Mars Express Европейского космического агентства обнаружил в кратере (координаты 70.5°с.ш. и 103° в.д.) Великой Северной равнины значительное количество водяного льда. Диаметр кратера 35 километров, его дно на приблизительно два километра ниже вала. Характер местности подходит для образования стабильных отложений льда. Было установлено, что, несмотря на летнее испарение углекислого льда в Северном полушарии, водяной лёд можно считать стабильным на протяжении всего года.
25 мая 2008 года (в начале марсианского лета) в области Великой Северной равнины, неофициально именуемой «Зелёная долина» (англ. Green Valley), совершил посадку зонд Феникс (НАСА). Координаты места посадки 68°13′08″ с. ш. 234°15′03″ в. д. / 68,218830° с. ш. 234,250778° в. д..  Этот стационарный аппарат собирал и исследовал пробы почвы на предмет наличия воды, а также с целью определения, существовали ли на планете когда-либо условия, подходящие для развития жизни. Феникс выполнил запланированную на 90 марсианских суток программу и проводил научные исследования 157 марсианских суток до 29 октября. Затем недостаток энергии, вызванный слабым солнечным освещением в зимних условиях Марса, стал причиной прекращения связи, последние сигналы были получены 2 ноября 2008.

## Поверхность

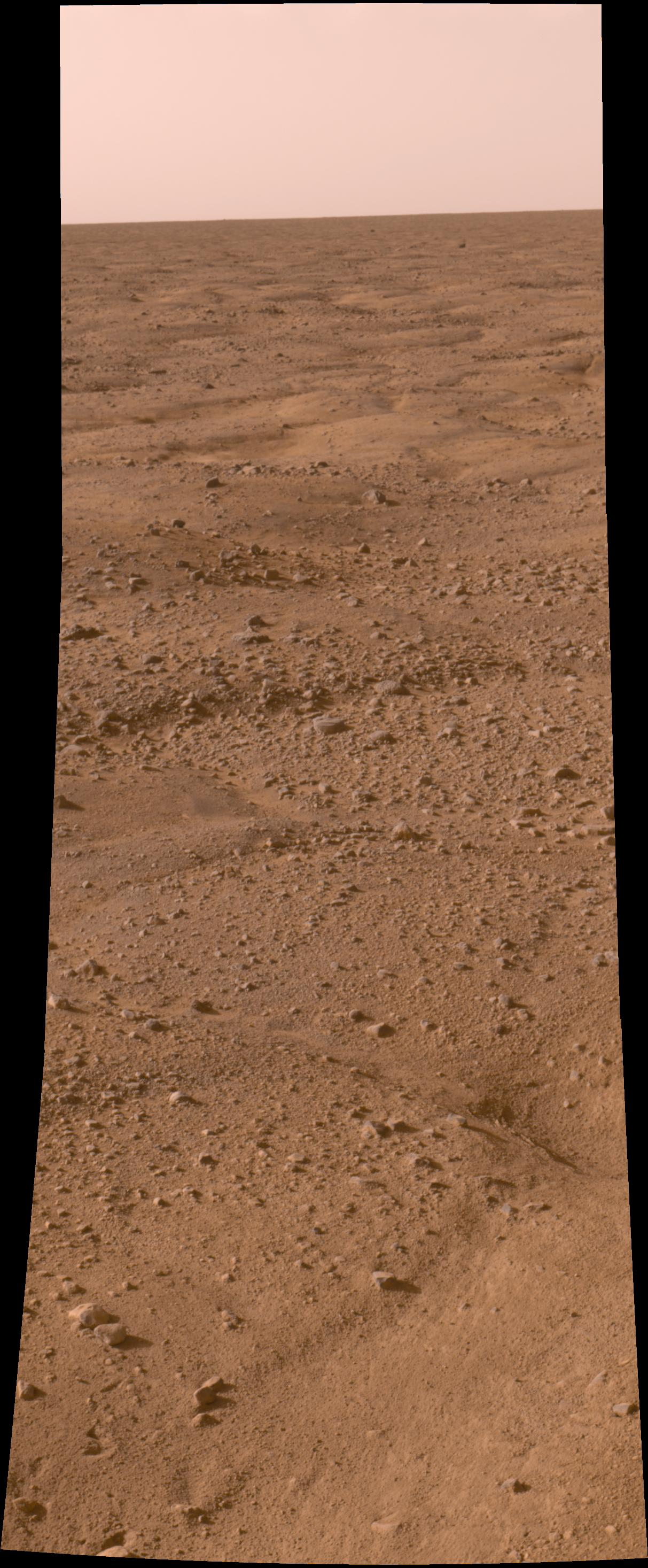
Поверхность Марса, видимая Фениксом.

В отличие от нескольких мест, посещённых аппаратами Викинг и Pathfinder, все камни под станцией и возле места посадки маленькие. Настолько, насколько далеко может видеть камера, поверхность плоская, но «поделена» многоугольниками. Диаметр фигур — 2-3 метра, а разграничены они желобами от 20 до 50 см глубиной. Эти образования обусловлены реакцией льда в почве на значительные изменения температуры. Верхняя часть почвы покрыта коркой. Исследование под микроскопом показало, что почва состоит из плоских (вероятно, глины) и округлых частиц. При зачерпывании почвы они слипались. В отличие от наблюдаемых другими аппаратами в других частях Марса дюн и ряби, ни ряби, ни дюн в районе посадки Феникса не видно. Лёд расположен несколькими сантиметрами ниже поверхности в центре многоугольников. По краю фигурных образований почвы льда не менее 20,48 см. Летом под действием атмосферы Марса лёд медленно исчезает. Зимой испарения оседают в виде скоплений снега на поверхности.

### Химический состав поверхности
Согласно результатам исследований, опубликованным по результатам завершения миссии Феникс в журнале Science, в образцах обнаружены хлорид, бикарбонат, магний, натрий, калий, кальций и, возможно, сульфат. Кислотно-щелочной баланс (pH) определён как 7,7 +/- 0,5. Также обнаружен сильнейший окислитель перхлорат (ClO4). Наличие перхлората стало очень важным открытием, так как это химическое соединение имеет потенциал для использования в качестве реактива для ракетного топлива, а также — как источник кислорода для будущих колонистов. При определённых условиях перхлорат может подавлять существование жизни, но некоторые микроорганизмы получают из этого вещества энергию (анаэробным восстановлением).

### Структура грунта
Большая часть поверхности Великой Северной равнины покрыта грунтом с узорами. Иногда поверхность имеет форму многоугольников. Крупные планы структуры грунта в форме многоугольников были предоставлены космическим аппаратом Феникс. В других местах поверхность представлена цепочками невысоких естественных насыпей. Некоторые учёные назвали представленные образования «отпечатками пальцев», так как множество линий выглядят как чей-то отпечаток пальца. Подобный рельеф обеих форм можно найти в приледниковых областях Земли, таких как Антарктика. Антарктические многоугольники образуются повторяющимися расширениями и сжатиями смеси и почвы и льда, происходящих во время сезонных изменений температуры. Когда сухой песок падает в разломы, получающиеся песчаные «клинья» усиливают сезонный эффект. В результате этого процесса образуется сеть многоугольников «напряжённой» фактуры.

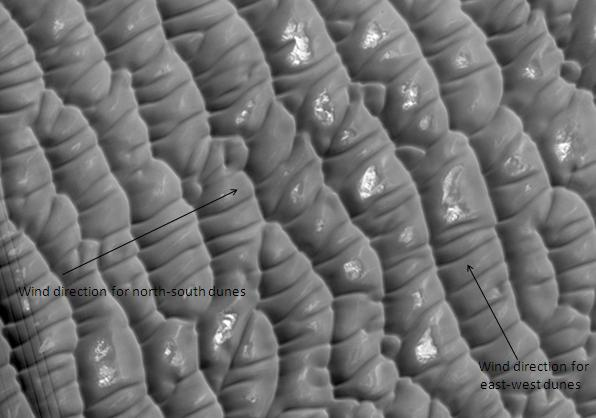
Дюны исп. Olympia Planitia Dunes, видимые HiRISE. Гипс был обнаружен МРС здесь[13].
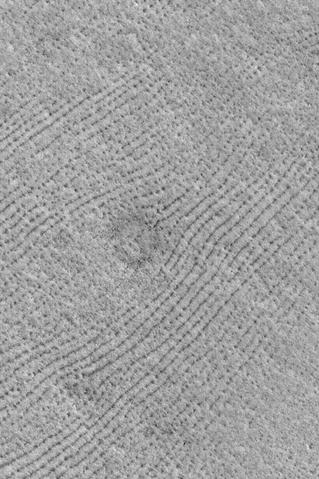
Узоры на грунте, названные «отпечатками пальцев». Тёмные точки — невысокие естественные насыпи. По центру: кольцо тёмных вулканов, расположенных по краю ударного кратера.  Изображение с Mars Global Surveyor.